# Нижнее Махаргимахи
Нижнее Махаргимахи (дарг. Хьар Махӏаргимахьи) — село в Сергокалинском районе Дагестана. Входит в состав Бурдекинского сельсовета.

## География
Село расположено в 19 км к югу от районного центра — села Сергокала.

## Население
| 1895 | 1926 | 1939 | 1970 | 1989 | 2002 | 2010 |
| ---- | ---- | ---- | ---- | ---- | ---- | ---- |
| 334  | ↘316 | ↗342 | ↗393 | ↘262 | ↗424 | ↘329 |
| 2021 |      |      |      |      |      |      |
| ↗409 |      |      |      |      |      |      |

## Известные уроженцы
- Саид Алибеков (1949—2019) — заслуженный артист России. ведущий мастер сцены Даргинского государственного музыкально-драматического театра им. О. Батырая[9].

## Народные промыслы
Производство деревянных седел.